# 第一次ドネツク空港の戦い
第一次ドネツク空港の戦い（だいいちじドネツクくうこうのたたかい、英語: First Battle of Donetsk Airport）は、2014年5月26日から27日にかけてドネツク州のドネツク国際空港で発生した、分離独立武装勢力のドネツク人民共和国とウクライナとの戦いである。これは、2014年ウクライナ騒乱後に勃発したドンバス戦争の戦いの1つである。親ロシア派のドネツク人民共和国軍に占領された同空港をウクライナ軍が奪還したが、同年9月28日には第二次ドネツク空港の戦いが発生した。

## 背景
ウクライナ政府は、2014年4月上旬からドネツク州で親ロシア派武装勢力に対する「対テロ」作戦を開始した。ドネツク人民共和国に所属する親ロシア派の抗議活動参加者や反乱軍は、ドネツク州内の多数の政府庁舎や町、領土を攻略・占領した。ドネツク市でも政府庁舎の多くが親ロシア派の支配下にあったが、ドネツク国際空港にはその支配がおよんでいなかった。

## 戦闘
5月26日の朝、親ロシア派はドネツク国際空港のターミナルビルを占拠し、その地域からのウクライナ軍の撤退を要求、空港への道路を閉鎖した。これに対し、ウクライナ国家親衛隊は親ロシア派に即時降伏するように最終通告を出したが、親ロシア派は降伏を拒否したため、空爆による支援を受けながらウクライナ空中機動軍空挺部隊がドネツク国際空港への攻撃を開始した 。Mi-24 ハインド攻撃ヘリコプターが親ロシア派の対空砲を攻撃するのに用いられ、親ロシア派の増援のトラックが空港に向かっているのが確認された。夕方には、ウクライナ軍は親ロシア派を排除したが、親ロシア派もウクライナ軍への反撃を開始した。夜間に砲火が散発的に見られたため、ウクライナ軍が空港を完全に占領していたか定かではなかった 。
翌日、ウクライナの首脳と親ロシア派の指導者は、ウクライナ軍が空港を完全に占領していることを確認したが、午前中には空港に通ずる幹線道路で機関銃の銃声がまだ鳴り響いていた。親ロシア派は空港への道路にバリケードを設置した 。ドネツク市長のアレクサンドル・ルキヤンチェンコは、全ての住民に家に留まるよう強く求めた。戦闘の間、KHLのアイスホッケーチーム「HCドンバス」の本拠地であるドラズバ・アリーナは親ロシア派に攻撃され、略奪されて監視装置を破壊され、放火された 。
戦闘後の数日間に、ウクライナ政府への怒りが地元住民の一部で湧き上がった。ある居住者によれば、もし政府の軍事作戦が続くのならば多くの人々が親ロシア派に加わろうと考えていたという。5月29日に少なくとも1人の親ロシア派が銃撃戦で殺害され、散発的な戦闘も続いた。5月31日には、親ロシア派6人が空港の戦闘のあった場所で戦友の遺体を回収しようとした後に死亡した。

### 死傷者
ドネツク市長のアレクサンドル・ルキヤンチェンコは、戦闘による死者は40人で、民間人2人だけでなくほぼ全員が親ロシア派戦闘員であると述べた。市の身元不明遺体の公示所によれば、死者は親ロシア派戦闘員33人と民間人2人で、負傷者は43人全員が親ロシア派だという。ドネツクの指導者アレクサンドル・ボロダイとデニス・プーシリンは、死者数を100人でその内半分は親ロシア派戦闘員、残りの半分は民間人であるとした  。この数字は、ウクライナ政府とロシアをドンバスに介入させようとするために水増しされたと考えられていた。ウクライナ当局は死傷者数を公開しなかった。報道によれば15 - 35人の親ロシア派戦闘員が死亡した。これは、負傷兵を乗せた2台のトラックが空港から離れる際に、空爆か待ち伏せによって（少なくとも1発のRPGで攻撃されて）攻撃された際の死者数であるという 。34人の死亡した戦闘員はロシア国民であり、ドネツクの反乱軍は遺体がロシアに返還されたと主張した。のちに遺体はロシア人であるという事実を隠すために密かに返還され、最終的にロシアのロストフ・ナ・ドヌ遺体安置所に到着したことが明らかになった。
親ロシア派の死者の中には、ロシア空挺軍第45独立親衛特殊任務連隊（スペツナズ）の元兵士、アフガニスタン紛争の退役軍人、そして、ドニプロペトロウシク出身で世界キックボクシングチャンピオンのニコライ・レオノフがいた。

### チェチェンの関与
チェチェン大統領のラムザン・カディロフに忠誠を誓った部隊が親ロシア派とともに戦うためにドネツクに来たことが、始めは主張され、のちに事実だと確認された。カディロフはドネツクに部隊を送ったことを否定したが、あるチェチェンの戦闘員はカディロフが部隊にウクライナへ行く命令を出したと主張した 。